# مرسى شلوق

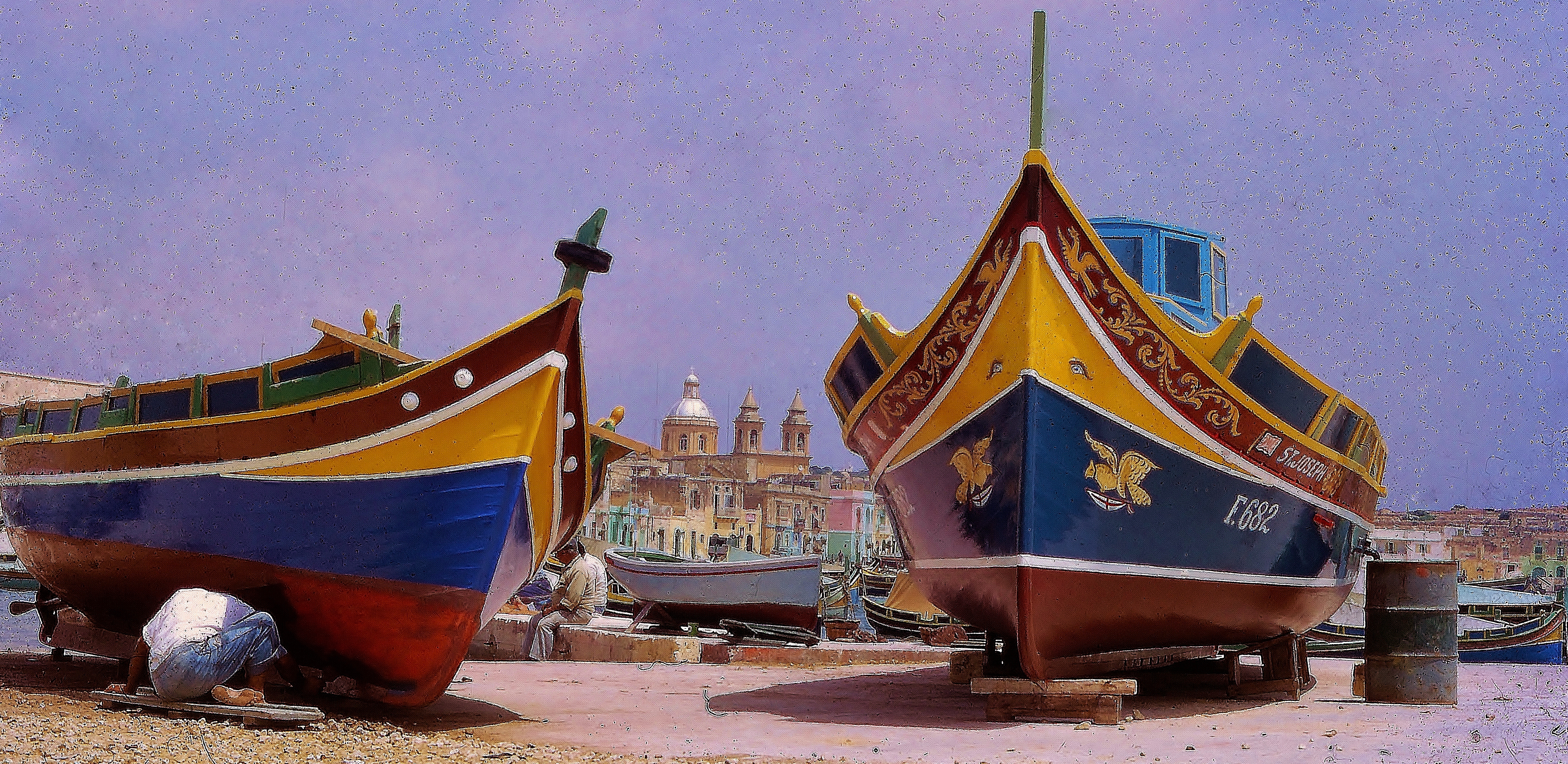
قوارب الصيد المالطية التقليدية الملونة ، الوتسو ، أحد رموز مالطا. العين المطلية على كل جانب من الحاجب هي تقليد فينيقي قديم ، يعتقد أنه يحمي القوارب من الشر. تشتهر مرسى شلوق على وجه الخصوص بالعديد من الألغاز في مينائها. في الخلفية ، يمكن رؤية كنيسة أبرشية مرسى شلوق المخصصة لسيدة الوردية - مادونا بومبي.

مَرْسَى شُلُوق (بالمالطية:  Marsaxlokk) هي قرية صيد تقليدية صغيرة في المنطقة الجنوبية الشرقية من مالطا . لديها ميناء، وهي منطقة جذب سياحي معروفة بإطلالاتها على الصيادين وتاريخها. حتى مارس 2014 ، كان عدد سكان القرية 3,534 نسمة. تشتهر القرية أيضًا بسوق مرسى شلوق، والذي يعد في الأساس سوقًا كبيرًا للأسماك يتم على طول الواجهة البحرية أيام الأحد، وسوقًا سياحيًا خلال جميع أيام الأسبوع الأخرى. وهي مأهولة ومعروفة منذ العصور القديمة، تم استخدام مرسى شلوق كميناء من قبل الفينيقيين والقرطاجيين ولديها أيضًا بقايا ميناء من العصر الروماني. كانت في الأصل جزء من مدينة الزيتون (مالطا) ، ثم أصبحت قرية الصيد أبرشية منفصلة في أواخر القرن التاسع عشر.
ترسو الزوارق المالطية التقليدية (المسمّاة محليًّا luzzi) وغيرها من المراكب البحرية الأخرى الأكبر والأكثر حداثة الميناء الداخلي المحمي. كما تحظى القرية بشعبية كبيرة بين السكان المحليين والسياح على حد سواء لممراتها حول الساحل والميناء،  ولمطاعمها، وكذلك لمناطق السباحة. يشتمل خليج مرسى شلوق أيضًا على ميناء حاويات متجه إلى بئر زبوجة، ومجمع محطة كهرباء، ومنشأة صغيرة لإصلاح السفن للصيادين.

## المدن التوأم - المدن الشقيقة
توأمة Marsaxlokk مع:
- Cadeo, Italy

## روابط خارجية
- [ وصلة ميتة دائمة ]
- https://www.visit[ وصلة ميتة دائمة ]malta.com/en/info/marsaxlokk
- http://en.marsaxlokklc.com/village